# Pomatoschistus canestrinii
Pomatoschistus canestrinii är en fiskart som först beskrevs av Ninni, 1883.  Pomatoschistus canestrinii ingår i släktet Pomatoschistus och familjen smörbultsfiskar. IUCN kategoriserar arten globalt som livskraftig. Inga underarter finns listade i Catalogue of Life.